# Maria Paulig

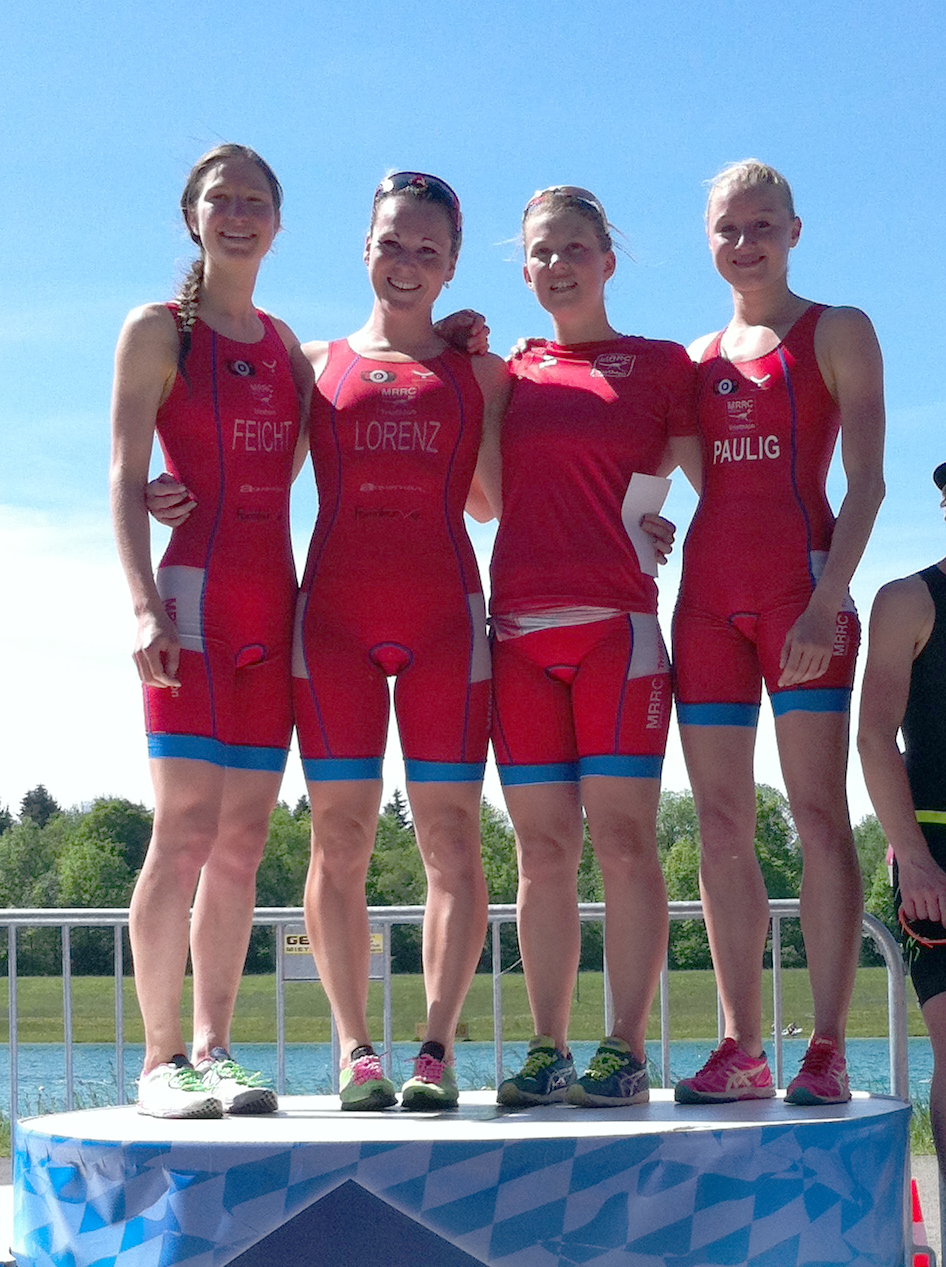
Maria Paulig (rechts) mit dem Team des MRRC München (2016)

Maria Paulig (* 15. Oktober 1994 in Ingolstadt) ist eine deutsche Triathletin, Para-Triathlon-Guide und Zahnärztin.

## Leben und Karriere
Maria Paulig begann ihre Laufbahn im Laufsport beim MTV Ingolstadt, bevor sie zum Triathlon und MRRC München wechselte. Sie startet in der 1. Triathlon-Bundesliga und auf verschiedenen Distanzen, darunter Sprint-, Kurz-, Mittel- und Langdistanz.
2015 und 2016 konnte sie Siege bei den Deutschen Meisterschaften im Sprint-Triathlon feiern. 2016 gewann Paulig die Bayerische Meisterschaft über die olympische Distanz. 2017 siegte sie bei der Europameisterschaft in Düsseldorf, ebenfalls auf der Sprint-Distanz. Nach Erfolgen auf kürzeren Distanzen konzentrierte sie sich zunehmend auf längere Distanzen. 2021 wurde sie Bayerische Meisterin über die olympische Distanz, 2022 Bayerische Meisterin sowohl über die Mitteldistanz als auch über die Sprintdistanz. 2023 debütierte sie auf der Langdistanz beim Challenge Roth und erreichte eine Zeit von 9:32:22 Stunden. Sie belegte Platz 299 in der Gesamtwertung und Platz 21 bei den Frauen.
Ab 2023 übernahm Paulig die Rolle des Guides (Begleitperson) für die sehbehinderte Triathletin Anja Renner. Gemeinsam nehmen sie seitdem an internationalen Wettkämpfen teil, darunter Europameisterschaften und Weltmeisterschaften. 2024 gewann sie bei den Paralympischen Spielen in Paris zusammen mit Anja Renner die Bronzemedaille. Dafür wurden Paulig und Renner mit dem Silbernen Lorbeerblatt ausgezeichnet.
Neben ihrer sportlichen Tätigkeit arbeitet Maria Paulig als angestellte Zahnärztin.